# Kaʻaha Trail
Le Kaʻaha Trail est un sentier de randonnée des États-Unis situé à Hawaï, sur le Kīlauea.

## Parcours
D'une longueur totale de 9,7 kilomètres, il part du refuge dit Pepeiao Cabin à 512 mètres d'altitude et mène au bivouac de Kaʻaha à 30 mètres d'altitude en se dirigeant vers l'est,. À Pepeiao, il part du Kaʻū Desert Trail et se dirige vers le sud-est en direction de l'océan Pacifique en descendant l'extrémité occidentale du Hilina Pali,. Une fois le littoral atteint, il prend une direction nord-est et longe la côte jusqu'à Kaʻaha,. Dans cette dernière partie du sentier, des munitions non explosées datant de la Seconde Guerre mondiale sont encore présentes